# Dominic Cooper
Dominic Cooper, angleški filmski in televizijski igralec ter pevec, * 2. junij 1978, London, Združeno kraljestvo.

## Kariera
Svojo kariero je začel leta 2001 v Royal National Theatre.
Najbolj znan je po vlogi v filmu Mamma mia. V avgustu leta 2014 je bil eden izmed 200 znanih osebnosti, ki so podpisale pismo proti samostojnosti Škotske.

## Filmografija

### Film
| Leto | Ime filma                           |
| ---- | ----------------------------------- |
| 2001 | From Hell                           |
| 2001 | Anazapta                            |
| 2002 | The Gentleman Thief                 |
| 2002 | The Final Curtain                   |
| 2003 | Boudica                             |
| 2003 | I'll Be There                       |
| 2005 | Breakfast on Pluto                  |
| 2006 | Starter for 10                      |
| 2006 | The History Boys                    |
| 2008 | The Duchess                         |
| 2008 | Mamma Mia!                          |
| 2008 | The Escapist                        |
| 2009 | Brief Interviews with Hideous Men   |
| 2009 | Freefall                            |
| 2009 | An Education                        |
| 2010 | Tamara Drewe                        |
| 2011 | A Turtle's Tale: Sammy's Adventures |
| 2011 | Captain America: The First Avenger  |
| 2011 | The Devil's Double                  |
| 2011 | My Week with Marilyn                |
| 2011 | Hello Carter                        |
| 2012 | Abraham Lincoln: Vampire Hunter     |
| 2013 | Dead Man Down                       |
| 2013 | Summer in February                  |
| 2013 | Agent Carter                        |
| 2014 | Reasonable Doubt                    |
| 2014 | Need for Speed                      |
| 2014 | Captain America: The Winter Soldier |
| 2014 | Dracula Untold                      |
| 2015 | Miss You Already                    |
| 2015 | The Lady in the Van                 |
| 2016 | Warcraft                            |
| 2017 | Stratton                            |
| 2017 | The Escape                          |
| 2018 | Mamma Mia! Here We Go Again         |